# 板新站
板新站位於台灣新北市板橋區，為台北捷運環狀線第一階段的捷運車站。

## 車站概要
車站位於板新路與中山路交叉口南側，車站編號為Y15。

## 車站構造

### 車站樓層
|           |                    |                                                                   |
| 地上 四樓 | 天橋層             | 月台連絡天橋                                                      |
| 地上 三樓 | 側式月台，右側開門 | 側式月台，右側開門                                                |
| 地上 三樓 | 一月台             | ← 環狀線 往新北產業園區方向（Y16 板橋站）                         |
| 地上 三樓 | 二月台             | 環狀線 往大坪林方向（Y14 中原站）→                                |
| 地上 三樓 | 側式月台，右側開門 |                                                                   |
| 地上 三樓 | 大廳層 （接2月台） | 車站大廳、詢問處、自動售票機、驗票閘門 販賣店、洗手間（付費區外） |

| 地面 | 地面層 | 出入口 |

### 車站出口
| 出入口                             | 圖片 | 位置   |
| ---------------------------------- | ---- | ------ |
| 單一出入口 · 設有電梯 · 設有手扶梯 |      | 板新路 |
| 註： 設有電梯 \| 設有手扶梯        |      |        |

## 歷史
- 2019年10月25日：臺北市政府辦理環狀線第一階段初勘作業。
- 2020年1月5日：交通部辦理環狀線第一階段履勘作業。
- 2020年1月19日：環狀線「新北產業園區—大坪林」段開放試營運，試乘時間於上午10點至下午4點[5][6]。
- 2020年1月31日：環狀線板新站隨著環狀線「新北產業園區—大坪林」段正式通車而啟用[1][2][3]。
- 2023年1月31日：環狀線西環段（新北產業園區站-大坪林站）交回新北捷運公司營運[7]。
- 2024年4月3日：「板新－中原」段在花蓮地震中軌道錯位，此站因而暫停營運待維修，改以公車接駁[8][9]。
- 2024年12月12日：「板新－中原」段修復並測試完成，於當日12時恢復通車。

## 利用狀況
| 年   | 年間    | 年間    | 年間      | 年間   | 單日平均 | 單日平均 |
| 年   | 上車    | 下車    | 上下車計  | 來源   | 上車     | 上下車   |
| ---- | ------- | ------- | --------- | ------ | -------- | -------- |
| 2020 | 766,098 | 771,493 | 1,537,591 | [ 10 ] | 2,201    | 4,418    |
| 2021 | 715,180 | 721,138 | 1,436,318 | [ 10 ] | 1,959    | 3,935    |
| 2022 | 848,651 | 856,439 | 1,705,090 | [ 10 ] | 2,325    | 4,671    |

## 車站周邊
- 八里新店快速道路
- 板橋第一運動場
- 民生公園
- 臺灣新北地方法院板橋院區
- 憲兵指揮部新北市憲兵隊
- 新北市立埔墘國民小學
- 新北市立海山高級中學
- 新北市私立光仁高級中學
- 新北市政府警察局海山分局
- 興隆市場（埔墘市場）
- 潛殿潛水訓練中心（位於本站與板橋站間）
- 板橋義橋宮
- 新北市公共自行車租賃系統
  - 捷運板新站
  - 板新中山路一段口

## 公車資訊
本處除捷運站外《捷運板新站》公車站牌，位於本站較近的中山路站位則另有多條公車路線行經，站牌名為《西安里》。
| 編號      | 經營業者            | 區間                 | 備註                                            |
| --------- | ------------------- | -------------------- | ----------------------------------------------- |
| 51        | 臺北客運            | 板橋-永和            | 僅停靠《西安里》。                              |
| 234       | 臺北客運            | 板橋-西門            | 僅停靠《西安里》                                |
| 265中央路 | 三重客運            | 土城-行政院          | 僅停靠《捷運板新站》                            |
| 265明德路 | 大南汽車            | 土城-行政院          | 僅停靠《捷運板新站》                            |
| 265夜間車 | 三重客運            | 土城-行政院          | 僅停靠《西安里》 夜間公車有差別費率，請多加留意 |
| 265區間車 | 三重客運 大南汽車   | 板橋-行政院          | 僅停靠《西安里》。                              |
| 604       | 臺北客運            | 板橋-臺北車站        | 往程停靠《捷運板新站》、 返程停靠《西安里》。   |
| 651       | 臺北客運            | 板橋-臺北市政府      | 僅停靠《西安里》。                              |
| 705       | 臺北客運            | 三峽-西門            | 僅停靠《西安里》。                              |
| 982       | 首都客運 大都會客運 | 新莊－新店           | 僅停靠《捷運板新站》                            |
| 藍17      | 臺北客運            | 五福新村－捷運永寧站 | 僅停靠《西安里》。                              |

## 腳註

### 來源資料
1. 1 2  . 卞金峰. 中央社. 2020-01-21  [2020-01-21]. （原始内容存档于2020-02-26）.
2. 1 2  捷運環狀線1/31通車 一張圖看懂哪8站可以轉乘 （页面存档备份，存于），自由時報，2020-01-21 16:49:13。
3. 1 2  新北環狀線 1月31日通車營運，新北環狀線免費試乘3日，吸引超過11萬人試乘 （页面存档备份，存于），翻爆，2020-01-24。
4. ↑  . 臺北大眾捷運股份有限公司. 2021-01-15.
5. ↑  新北捷運環狀線 19日起免費試乘 （页面存档备份，存于），Yahoo奇摩新聞，2020年1月17日 上午2:26。
6. ↑  捷運新北環狀線 19日起免費試乘 （页面存档备份，存于），自由時報，2020-01-17 05:30:00。
7. ↑  葉德正、楊亞璇. . 中時新聞網. 2022-06-07  [2022-06-07]. （原始内容存档于2022-06-15） （中文）.
8. ↑  黃姵涵; 陳柏諭. . 公視新聞網. 2024-04-04  [2024-04-04]. （原始内容存档于2024-04-04） （中文（臺灣））.
9. ↑  董冠怡. . 自由時報. 2024-04-08  [2024-04-09]. （原始内容存档于2024-04-10）.}
10. ↑  . 臺北市交通統計資料庫查詢系統. 2021-02-04  [2022-06-25]. （原始内容存档于2020-11-28）.

## 外部連結
- 臺北大眾捷運股份有限公司 （页面存档备份，存于）
- 臺北市政府捷運工程局 （页面存档备份，存于）
- 板新站位置圖（台北捷運公司）
- 板新站車站剖面相關位置圖（台北捷運公司）